# Dolní Újezd (ort i Tjeckien, Olomouc)
Dolní Újezd är en ort i Tjeckien.   Den ligger i regionen Olomouc, i den östra delen av landet, 230 km öster om huvudstaden Prag. Dolní Újezd ligger 289 meter över havet och antalet invånare är 1 138.
Terrängen runt Dolní Újezd är kuperad åt nordost, men åt sydväst är den platt. Runt Dolní Újezd är det ganska tätbefolkat, med 72 invånare per kvadratkilometer. Närmaste större samhälle är Přerov, 11,8 km sydväst om Dolní Újezd. Trakten runt Dolní Újezd består till största delen av jordbruksmark.